# Phyllophaga calceata
Phyllophaga calceata är en skalbaggsart som beskrevs av Leconte 1856. Phyllophaga calceata ingår i släktet Phyllophaga och familjen Melolonthidae. Inga underarter finns listade i Catalogue of Life.